# ألفرد إرنست
ألفرد إرنست هو عالم نبات سويسري، ولد في 21 فبراير 1875 في فينترتور في سويسرا، وتوفي في 17 سبتمبر 1968 في زيورخ في سويسرا.